# Kościół św. Jana Chrzciciela i św. Kamila w Tarnowskich Górach
Kościół świętego Jana Chrzciciela i świętego Kamila – rzymskokatolicki kościół filialny parafii Matki Bożej Uzdrowienie Chorych w Tarnowskich Górach należący do dekanatu Tarnowskie Góry diecezji gliwickiej. Znajduje się w tarnogórskiej dzielnicy Osada Jana.

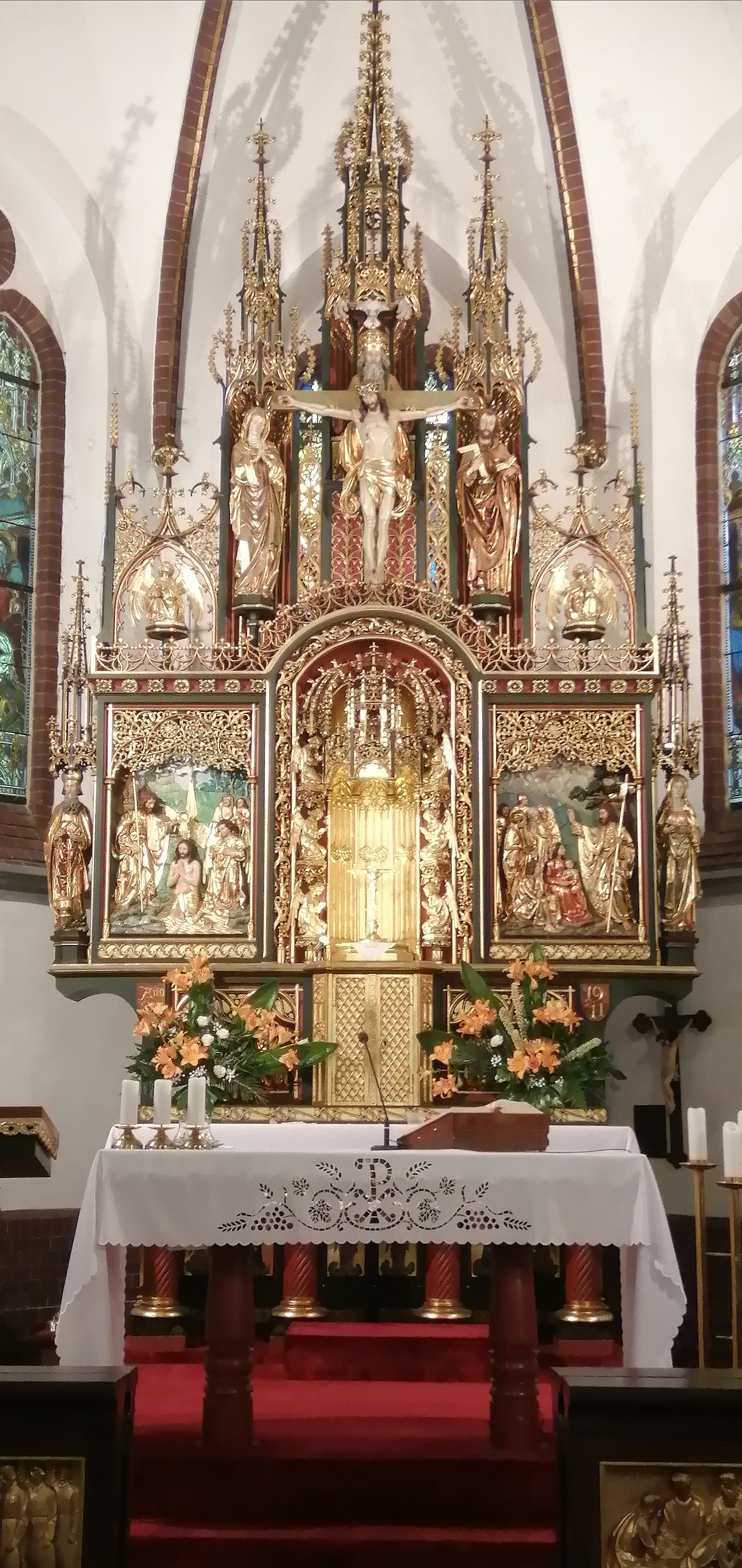
Wnętrze świątyni - ołtarz główny

## Historia
W dniu 3 czerwca 1906 roku został wmurowany kamień węgielny pod budowę Zakładu dla Alkoholików pod wezwaniem świętego Jana Chrzciciela zaprojektowanego przez Emanuela Dziubę z Tarnowskich Gór. Wszystkie prace ze strony zakonu Kamilianów koordynował o. Christian Adams. W dniu 19 października 1906 roku została zawieszona wiecha, czyli nakrycie całej budowli dachem. Budowa trwała przez 370 dni, a cały kompleks składający się ze szpitala, kościoła i klasztoru został poświęcony w dniu 11 czerwca 1907 roku. Pierwsi kamilianie razem z grupą 14 pacjentów wprowadzili się do domu w Tarnowskich Górach w dniu 31 maja 1907 roku. W okresie II wojny światowej pełnił funkcję kościoła garnizonowego dla żołnierzy niemieckich. W dniu 1 stycznia 1942 roku biskup katowicki Stanisław Adamski erygował przy kościele kamilianów samodzielną parafię. W 1949 roku szpital został upaństwowiony. W 1998 roku, na mocy ustawy o zwrocie majątków pierwotnym właścicielom, kamilianie stali się ponownie właścicielami całego kompleksu. W dniu 1 sierpnia 1999 roku został przejęty zarząd nad dawnym Szpitalem Miejskim nr 2 w Tarnowskich Górach i zmieniono jego nazwę na Niepubliczny Szpital pod wezwaniem św. Kamila w Tarnowskich Górach. Od 16 października 2004 roku, po poświęceniu nowego kościoła pod wezwaniem Matki Boskiej Uzdrowienia Chorych, świątynia pełni funkcję kościoła filialnego.
Budynek figuruje w gminnej ewidencji zabytków miasta Tarnowskie Góry.

## Otoczenie
Między kościołem filialnym, a nowym kościołem parafialnym rozciąga się Park Ojców Kamilianów.